# Edward Etzel
Edward Etzel (n. 6 septembrie 1952, New Haven, Connecticut, SUA) este un trăgător de tir ce a reprezentat Statele Unite ale Americii, medaliat olimpic. A participat la o ediție a Jocurilor Olimpice (1984) în care a câștigat o medalie de aur.

## Participări
Lista de mai jos prezintă principalele competiții la care a participat Edward Etzel de-a lungul carierei.
- shooting at the 1984 Summer Olympics – men's 50 metre rifle, prone[*]